# Oroszka
Oroszka (szlovákul Pohronský Ruskov, korábban Oroska) község Szlovákiában, a Nyitrai kerület Lévai járásában.

## Fekvése
Lévától 33 km-re délre, a Garam jobb partján található.

## Élővilága
A faluban jelenleg egy gólyafészek alátét található.

## Története
A régészeti leletek tanúsága szerint területén már az írott történelem előtti időkben is éltek emberek. Egyaránt itthagyta nyomait a vonaldíszes kultúra, a lengyeli kultúra, a hévmagyarádi kultúra és a hallstatt kor embere is.
A települést 1269-ben "Wruz" alakban említik először. Neve valószínűleg a keleti szláv testőrségből vett eredetére, vagy más segédcsapatokra utal. 1327-ben a Kacsics nemzetségé, 1534-ben a Lekéri apátság birtokolta. Később, 1536-ban a lévai váruradalom része. 1534-ben 8 portája volt. 1601-ben 12 ház állt a településen. 1715-ben 17 adózóját írták össze. 1828-ban 73 házában 468 lakos élt. 1893-ban cukorgyárat alapítottak a községben, melyet 1945 után modernizáltak. Malom és konzervgyár is működött itt.
Vályi András szerint "Nemes Oroszi, és Kis Oroszka. Két magyar faluk Bars Várm. földes Urai Kis Oroszkának, a’ Lekéri Apáturaság, amannak pedig több Urak, fekszenek amaz Lévához más fél mértföldnyire; ez pedig Lekérnek szomszédságában, mellynek filiája, határjok jó, földgyeik termékenyek, malma egyiknek helyben, piatzok három, fájok réttyek, legelőjök van."
Fényes Elek szerint "Kis-Oroszi, magyar falu, Bars vgyében, a Garan jobb partján, Lekérhez 1/2 óra: 295 kath. lak. F. u. a lekéri apát. Ut. p. Zseliz."
A trianoni békeszerződésig Bars vármegye Lévai járásához tartozott. 1938 és 1945 között ismét Magyarország része.

## Népessége
| Év:            | 1994. | 2004.   | 2014.   | 2024.   |
| -------------- | ----- | ------- | ------- | ------- |
| Emberek száma: | 1384  | 1258    | 1286    | 1170    |
| Eltérés:       |       | -9,10 % | +2,22 % | -9,02 % |

| Év:            | 2023. | 2024.   |
| -------------- | ----- | ------- |
| Emberek száma: | 1185  | 1170    |
| Eltérés:       |       | -1,26 % |

1880-ban 395 lakosából 394 magyar és 1 szlovák anyanyelvű volt.
1890-ben 437 lakosa mind magyar anyanyelvű volt.
1900-ban 767 lakosából 714 magyar anyanyelvű volt.
1910-ben 724 lakosából 640 magyar és 21 szlovák anyanyelvű volt.
1921-ben 1176 lakosából 871 magyar és 217 csehszlovák volt.
1930-ban 951 lakosából 622 magyar és 235 csehszlovák volt.
1941-ben 898 lakosából 881 magyar és 11 szlovák volt.
1970-ben 1617 lakosából 1053 magyar és 545 szlovák volt.
1980-ban 2899 lakosából 2045 magyar és 809 szlovák volt.
1991-ben 1382 lakosából 894 magyar és 464 szlovák volt. 
2001-ben 1326 lakosából 817 magyar és 478 szlovák volt.
2011-ben 1286 lakosából 720 magyar, 510 szlovák, 26 cigány, 3 cseh, 1-1 ukrán és morva, 2 egyéb és 23 ismeretlen nemzetiségű volt.
2021-ben 1241 lakosából 564 (+18) magyar, 519 (+24) szlovák, 33 cigány, 1 ruszin, 8 egyéb és 116 ismeretlen nemzetiségű volt.

## Neves személyek
- Itt született 1896-ban Goda Gizella operaénekesnő (koloratúrszoprán).
- Itt született 1922-ben Hábel György erdőmérnök, MÁV-főmérnök, közíró, a Rákóczi Szövetség alapító tagja.
- Itt született 1938-ban Fóthy János állatorvos, élelmiszer-higiénikus, helytörténeti író.
- Itt élt Galgóczy Imre (1920-2005) magyar színész, szinkronszínész.
- Itt szolgált Újváry László (1930-2021) szlovákiai magyar pedagógus, a lévai magyar kulturális élet egyik szervezője.

## Nevezetességei
- A Rózsafüzéres Szűz Mária tiszteletére szentelt római katolikus temploma 1953 és 1962 között épült. Tornyát 2003-ban építették.
- Református templomát 2019. október 6-án szentelték fel.[8]
- A község fontos ipari létesítménye a malom, mely 1912-ben épült. 1970 és 1973 között korszerűsítették.
- Hadtörténeti Múzeum (Military Historical Museum).